# Triệu Thị Hà
Triệu Thị Hà (sinh ngày 5 tháng 5 năm 1992) là một hoa hậu, người mẫu tại Việt Nam. Cô là người dân tộc Nùng và là người giành chiến thắng tại Hoa hậu Các dân tộc Việt Nam 2011. Cô đã giành được chiến thắng trong đêm chung kết được tổ chức vào ngày 10 tháng 12 năm 2011. Khi đó, cô là sinh viên Đại học Kinh tế và Quản trị kinh doanh Thái Nguyên, cô cũng cho biết vì hoàn cảnh gia đình khó khăn nên cô đã phải nỗ lực nhiều. Trong phần thi ứng xử và phần thi tài năng, Triệu Thị Hà gây được ấn tượng và được khán giả ủng hộ khi ôm cây đàn tính đặc trưng của dân tộc Nùng để thể hiện Điệu nàng ới, một làn điệu dân ca Nùng.